# Erwin Keeve
Erwin Keeve (* 3. Februar 1965) ist ein deutscher Professor für Medizintechnik und leitet das Fachgebiet Chirurgische Navigation und Robotik an der Charité Universitätsmedizin Berlin.

## Ausbildung
Erwin Keeve besuchte die Hauptschule und absolvierte zunächst zwei Handwerksausbildungen, holte über den zweiten Bildungsweg das Fachabitur nach und studierte dann Elektrotechnik. Er promovierte 1996 mit magna cum laude bei Bernd Girod und Hans-Peter Seidel in Elektrotechnik und Informatik an der Friedrich-Alexander-Universität Erlangen-Nürnberg. In dieser Zeit war er Kollegiat des Graduiertenkollegs Dreidimensionale Bildanalyse und -Synthese der Deutschen Forschungsgemeinschaft. Anschließend wechselte er mit einem Nordamerika-Stipendium des Deutschen Akademischen Austauschdienstes in das Image Guided Therapy Program  der Harvard Medical School.

## Akademische Karriere
1999 kehrte Erwin Keeve nach Deutschland zurück und baute am stiftungsfinanzierten Forschungszentrum caesar in Bonn das Surgical Systems Laboratory auf, dass er bis 2007 leitete. Nach einer Gastprofessur am Interventional Center der Universitätsklinik Oslo nahm er im Jahr 2008 den Ruf an die Charité-Universitätsmedizin Berlin auf die W3-Stiftungsprofessur für Chirurgische Navigation und Robotik an. Gleichzeitig leitete er bis 2017 den Bereich Medizintechnik des Fraunhofer-Instituts für Produktionsanlagen und Konstruktionstechnik.
Schwerpunkte seiner Arbeiten sind die bildgeführte und roboterassistierte Chirurgie. Für seine Forschung wurde er unter anderem im Jahr 2010 mit dem Innovationspreis Medizintechnik sowie im Jahr 2014 mit dem High-Tech-Champions-Award des Bundesministeriums für Bildung und Forschung ausgezeichnet.
Erwin Keeve ist verheiratet und hat eine Tochter und einen Sohn. Er lebt mit seiner Familie in Potsdam.

## Firmengründungen
Keeve setzt sich auch für die technologische Umsetzung seiner Erkenntnisse ein:
- Keeves gemeinsam mit Bruno Knobel 2002 zum Patent angemeldete Erfindung war Grundlage der Errichtung des Schweizer Unternehmens NaviSwiss AG.
- Er war treibende Kraft und verantwortlich für die erste größere Ausgründung des Forschungszentrums caesar, die SiCAT GmbH & Co KG, die im Jahr 2004 als Joint-Venture mit dem Dentalgerätehersteller Sirona errichtet wurde[5].
- Aus seinem Labor an der Charité-Universitätsmedizin Berlin ging aus einem von ihm betreuten EXIST-Stipendium im Jahr 2010 die SCOPIS GmbH hervor, die 2017 von der Stryker Corp., einem US Medizingerätehersteller, aufgekauft wurde[6][7].
- Im Jahr 2018 gründete Keeve die Investment- und Beteiligungsfirma MAKE GmbH sowie das Open-Source-Softwareunternehmen wikivelop GmbH.

## Mitgliedschaften
- seit 2001: Gründungsmitglied und Vorstand (2005 - 2007) der Deutschen Gesellschaft für Computer- und Roboter-Assistierte Chirurgie (CURAC)
- seit 1996: Gründungsmitglied der International Society for Computer Aided Surgery (ISCAS)

## Publikationen
Erwin Keeve ist Autor / Co-Autor von über 250 Buchbeiträgen und wissenschaftlichen Publikationen, viele davon in internationalen Journalen. Darüber hinaus ist Keeve Erfinder / Miterfinder von mehr als 25 Patenten, von denen die meisten an international tätige Unternehmen wie die Straumann Group, die Sirona Dental Systems GmbH, die NaviSwiss AG und andere lizenziert wurden.
Patente (Auswahl)
- Erwin Keeve et al.: ORBIT-BAHN - System und Verfahren zur Bildaufnahme. DE 10 2012 217 490, PCT EP 2013 069 928, WO 2014 048 965 373.
- Erwin Keeve et al.: ORBIT - Röntgensystem zur Datenerfassung. DE 10 2010 018 627, PCT EP 2011 002 167, WO 2011 134 676.
- Bruno Knobel, Charles Findeisen, Frank Bartl, Erwin Keeve, Karl-Heinz Widmer, Christoph Hämmerle: System and method for the contactless determination and measurement of a spatial position and/or a spatial orientation of bodies, method for the calibration and testing, in particular, medical tools as well as patterns or structures on, in particular, medical tools. DE 10 2005 026 654, PCT EP 2006 005 498, WO 2006 131 373, US Patent 8,320,612, 2012.

Veröffentlichungen (Auswahl)
- Nicolai Adolphs, Nicole Ernst, Erwin Keeve und Bodo Hoffmeister: Contemporary Correction of Dentofacial Anomalies: A Clinical Assessment. Dentistry Journal, Vol. 4, No. 2, 2016. doi:10.3390/dj4020011.
- Jörg Neugebauer, Georg Stuchalla, Lutz Ritter, Timo Dreiseidler, Richard Mischkowski, Erwin Keeve und Jörg Zöller: Computer-aided Manufacturing Technologies for Guided Implant Placement,. Expert Rev. Med. Devices, Vol. 7, No. 1., pp. 113-129, January 2010. PMID 20021243 DOI 10.1586.
- Joerg Neugebauer, Rusbeh Shirani, Robert Mischkowski, Lutz Ritter, Martin Scheer, Erwin Keeve und Joachim E Zöller: Comparison of Cone-Beam Volumetric Imaging and Combined Plain Radiographs for Localization of the Mandibular Canal Before Removal of Impacted Lower Third Molars. Journal of Oral Surgery, Oral Medicine, Oral Pathology, Oral Radiology, and Endodontology, Vol. 105, No. 5, pp. 633-642, 2008.
- Robert Mischkowski, Reinhard Pulsfort, Lutz Ritter, Jörg Neugebauer, Hans Georg Brochhagen, Erwin Keeve und Joachim E Zöller: Geometric accuracy of a newly developed cone-beam device for maxillofacial imaging. Journal of Oral Surgery, Oral Medicine, Oral Pathology, Oral Radiology, and Endodontology, Vol. 104, No. 4, pp. 551-559, 2007.
- Erwin Keeve, Sabine Girod, Ron Kikinis und Bernd Girod: Deformable Modeling of Facial Tissue for Craniofacial Surgery Simulation. Computer Aided Surgery, John Wiley & Sons Inc., New York, invited paper, Vol. 3, No. 5, pp. 228-238, 1998. PMID 10207647.
- Alexandra Chabrerie, Fatma Olsen, Micheal Leventon, Erwin Keeve, Eric Crimson Ference Jolesz und Ron Kikinis: Three-Dimensional Reconstruction and Surgical Navigation in Pediatric Epilepsy Surgery. Journal of Pediatric Neurosurgery, Vol. 27, No. 6, pp. 304-310, 1998. PMID 9655145
- Erwin Keeve, Sabine Girod, Paula Pfeifle und Bernd Girod: Anatomy-based Facial Tissue Modeling using the Finite Element Method. Proceedings of Seventh Annual IEEE Visualization, pp. 21-28, 1996.
- Sabine Girod, Erwin Keeve und Bernd Girod: Advances in Interactive Craniofacial Surgery Planning by 3D Simulation and Visualization. International Journal of Oral and Maxillofacial Surgery, Vol. 24, No. 1, pp. 120-125, 1995.